# Kårvejaure
Kårvejaure är en sjö i Kiruna kommun i Lappland och ingår i Torneälvens huvudavrinningsområde. Sjön har en area på 4,84 kvadratkilometer och ligger 620,1 meter över havet. Kårvejaure ligger i Torne och Kalix älvsystem Natura 2000-område. Sjön avvattnas av vattendraget Lainioälven.

## Delavrinningsområde
Kårvejaure ingår i det delavrinningsområde (761618-167536) som SMHI kallar för Utloppet av Kårvejaure. Medelhöjden är 725 meter över havet och ytan är 34,18 kvadratkilometer. Det finns ett avrinningsområde uppströms, och räknas det in blir den ackumulerade arean 54,74 kvadratkilometer. Lainioälven som avvattnar avrinningsområdet har biflödesordning 2, vilket innebär att vattnet flödar genom totalt 2 vattendrag innan det når havet efter 501 kilometer. Avrinningsområdet består mestadels av öppen mark (16 procent) och kalfjäll (65 procent). Avrinningsområdet har 5,43 kvadratkilometer vattenytor vilket ger det en sjöprocent på 15,9 procent.